# Жуан де Алмейда
Жуа́н де Алме́йда (порт. João de Almeida; 1445 — 1512) — португальський державний дія. Другий граф Абрантеський (з 1486). Представник португальського шляхетного дому Алмейд. Син Лопу де Алмейди. Служив при дворі короля Жуана II. Член королівської ради.